# Ooctonus gigas
Ooctonus gigas är en stekelart som beskrevs av Girault 1915. Ooctonus gigas ingår i släktet Ooctonus och familjen dvärgsteklar. Inga underarter finns listade i Catalogue of Life.